# Flávia Alessandra
Flávia Alessandra, nome completo Flávia Alessandra Martins da Costa (Arraial do Cabo, 7 giugno 1974), è un'attrice brasiliana con cittadinanza portoghese, attiva soprattutto come interprete di telenovelas.
Essendo brasiliana, Flavia ha la cittadinanza brasiliana e, dal 2010, anche la cittadinanza portoghese, acquisita grazie al nonno portoghese.

## Filmografia parziale
- Sonho meu (1993)
- História de amor (1995)
- A indomada (1997)
- Meu bem querer (1998)
- Vento di passione (Aquarela do Brasil) (2000)
- Você decide (2000)
- Porto dos milagres (2001)
- O beijo do vampiro (2002)
- Da cor do pecado (2004)
- Linha direta (2004)
- A diarista (2004)
- Alma Gêmea (2005)
- Pé na jaca (2006)
- Duas caras (2007)
- Casos e acasos (2008)
- Caras & Bocas (2009)
- Morde & Assopra (2011)
- Salve Jorge (2012)
- Além do horizonte (2013)
- Êta Mundo Bom! (2016)
- Salve-se Quem Puder (2020)